# 7058 Аль-Тусі
(7058) 1990 SN1 (1990 SN1, 1933 UC1, 1991 CE4) — астероїд головного поясу, відкритий 16 вересня 1990 року.
Тіссеранів параметр щодо Юпітера — 3,617.